# Шосе A1 (Куба)
Шосе A1, також відоме як Національне шосе (англ. Autopista Nacional) — частково побудована кубинська автомагістраль, яка з'єднає Гавану з Гуантанамо. Безкоштовна дорога, її загальна протяжність становитиме близько 900 км. Разом з автострадою A4, що сполучає Гавану з Пінар-дель-Ріо, вона класифікується як частина всього маршруту «Національного шосе» Autopista Nacional, що охоплює весь острів, як Центральне шосе.

## Історія
Автомагістраль, з'єднана з A4 через Гаванську кільцеву дорогу (A2), була відкрита в 1979 році від Гавани до Санта-Клари. Додаткові ділянки (2 у східному регіоні) були відкриті протягом 1980-х років, але подальша робота була перервана в 1990 році через економічну кризу «Особливого періоду» (ісп. Período especial).

## Маршрут

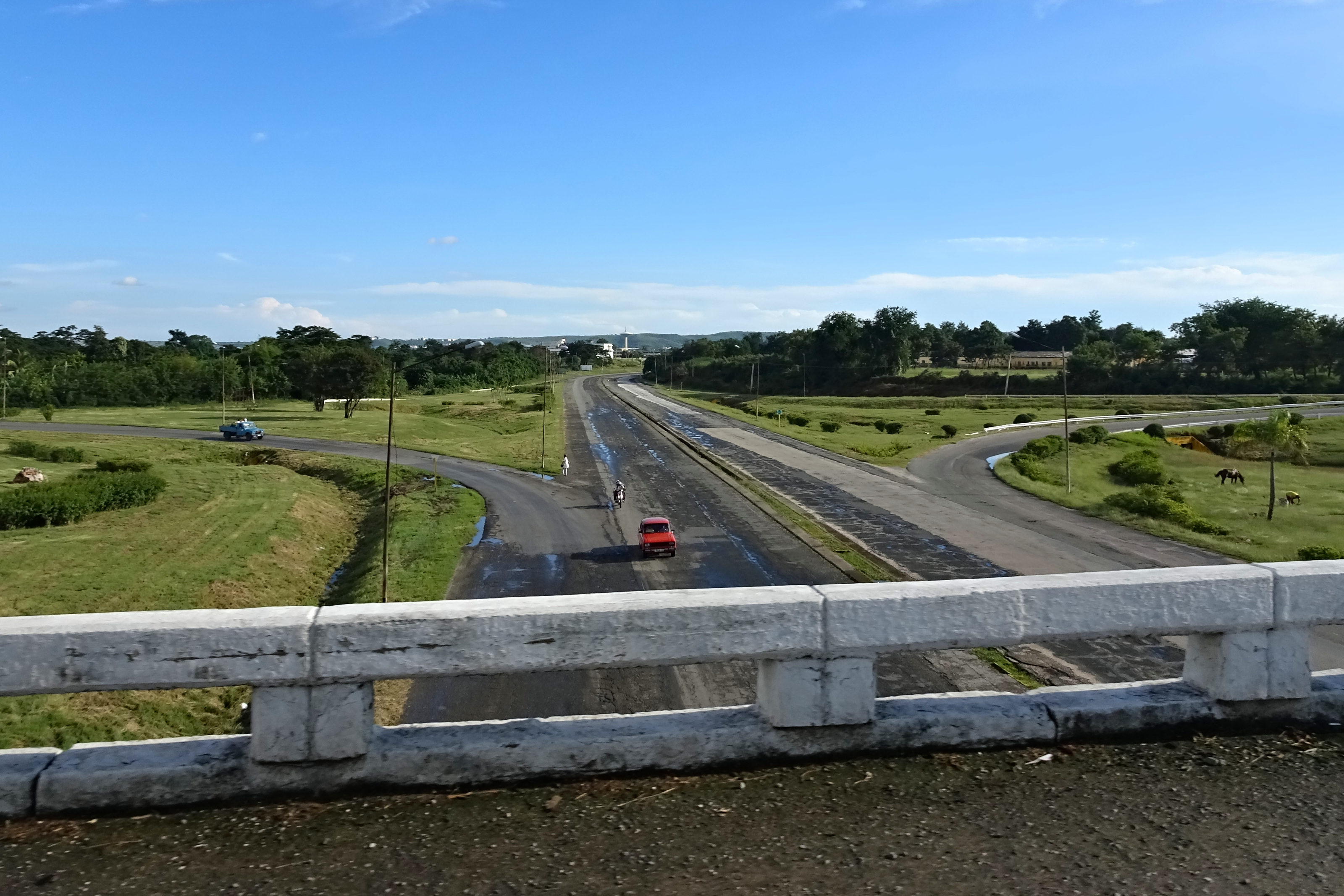
A1 в Сантьяго-де-Куба

A1, найдовша автомагістраль на острові, є подвійною проїзною дорогою з 6 смугами (8 від Гавани до Сан-Хосе-де-лас-Лахас), і має кілька перехресть із сільськими дорогами. Діючі ділянки: Гавана — Санта-Клара — Санкті-Спірітус — Тагуаско (354 км, основна ділянка), Пальма-Соріано — Сантьяго-де-Куба (53 км) і Ла Майя — Гуантанамо (41 км, розділяючи центральне шосе на 9 км).
Від виїзду «Санта-Клара — Манікарагуа» до Тагуаско A1 обслуговує з однією проїжджою частиною, а від Тагуаско до Хатібоніко вона ще будується. Інші ділянки, що будуються, як у провінції Сантьяго-де-Куба, це ділянка від Контрамаестре до Пальма-Соріано та ділянка від Ла-Майя до ділянки Пальма-Сантьяго, що завершується будівництвом майбутньої розв'язки. Інші ділянки, що мають проходити через провінції Сьєго-де-Авіла, Камагуей, Лас-Тунас, Ольгін і Гранма, заплановані.